# David Diop
David Diop (* 24. února 1966 Paříž) je francouzský spisovatel a literární vědec. Je prvním francouzským autorem, který získal Mezinárodní Bookerovu cenu.

## Život a dílo
Je syn francouzské matky a senegalského otce, narodil se v Paříži, ale vyrůstal v Dakaru v Senegalu, kde navštěvoval základní a střední školu. Po ukončení střední školy se v 18 letech vrátil do Francie a studoval v Toulouse a v Paříži. Magisterský titul získal v roce 1984, v roce 1997 obhájil disertační práci na Sorbonnské univerzitě z francouzské literatury 18. století. Od roku 1998 působil jako lektor na Univerzitě v Pau, vyučoval francouzskou a frankofonní literaturu 18. století. Habilitoval se v roce 2014. V současné době je vedoucí katedry umění, jazyků a literatury. Od roku 2009 vede výzkumnou skupinu GREAA 17/18 zabývající se evropskou kolonizací Afriky v 17. a 18. století.
V roce 2012 vydal svou první knihu, historickou fikci s názvem 1889, l'Attraction universelle. Vědecká práce Rhétorique nègre au XVIIIe siècle byla vydaná v roce 2018, v témže roce vyšel román Frère d'âme. Román La Porte du voyage sans retour byl vydán v roce 2021.
Román Frère d'âme byl nominován na několik cen, například na Prix Goncourt, Prix Renaudot, Prix Médicis a Prix Femina.. V roce 2018 vyhrál Prix Goncourt des lycéens. Kniha získala v roce 2019 švýcarskou Prix Ahmadou-Kourouma a pod názvem Fratelli dˇanima Premio stejného roku cenu Strega europeo v Itálii. V roce 2020 udělila knize v překladu Meer dan een broer porota složená ze studentů v Nizozemsku Europese Literatuurprijs.
V angličtině vyšel román v roce 2020 pod názvem At Night All Blood Is Black v překladu Anny Moschovakis. Do češtiny byl přeložen s názvem V noci je každá krev černá. V knize se prolínají dějiny první světové války s dějinami kolonialismu, kniha byla inspirována zkušenostmi jeho pradědečka. V roce 2020 získal román v Los Angeles Times Book Prizes a v roce 2021 vyhrál International Booker Prize.